# Николаев, Валерий Алексеевич
Валерий Алексеевич Николаев (4 декабря 1928, Котлас, Архангельская область, РСФСР, СССР — 21 июня 1972, Москва, СССР) — советский библиограф, краевед и преподаватель.

## Биография
Родился 4 декабря 1928 года в Котласе. После окончания средней школы в 1945 году переехал в Москву и поступил на библиографический факультет МГБИ, который он окончил в 1950 году, в том же году поступил на заочную аспирантуру МГБИ, которую он окончил в 1956 году. В 1950 году был принят на работу в Читинскую ОНБ имени А. С. Пушкина на должность библиографа и заведующего справочно-библиографическим отделом. В 1956 году окончательно переехал в Москву и был принят на работу в МГБИ, где он работал на кафедре библиографии в качестве ассистента, старшего преподавателя и доцента вплоть до смерти.
Скорпостижно скончался 21 июня 1972 года в Москве.

## Научные работы
Основные научные работы посвящены библиографии. Автор свыше 70 научных работ.